# Zászlósúr
A zászlósurak a középkori, 14–16. századi Magyarországon azok a kiterjedt földbirtokkal rendelkező nemesek és főméltóságok voltak, akik vagyonuk vagy hivataluk függvényében, továbbá familiárisaik száma alapján kisebb-nagyobb létszámú katonai csapatot, bandériumot voltak kötelesek az ország védelmére kiállítani, és háború esetén saját zászlajuk alatt a király táborába vezetni. Ők voltak az első igazi bárók ill. országnagyok (veri barones regni).

## A zászlósurak csoportjai
A 15. századtól a zászlósurakat két csoportra osztották:
- Nagyobb zászlósurak
  - nádor
  - országbíró
  - horvát szlavón bán
  - erdélyi vajda
  - székely ispán
  - szörényi és macsói bán
- Kisebb zászlósurak:
  - királyi és királynéi tárnokmester
  - ajtónállómester
  - pohárnokmester
  - asztalnokmester
  - lovászmester
  - temesi és pozsonyi ispán

## Története
1526 előtt megszűnt a macsói báni cím ill. 1526 után az erdélyi vajda, székely ispán és a szörényi bán címe is. Ugyanakkor a tárnokmester a nagyobb zászlósurak közé lépett előre, a kisebbek között pedig önállósult az udvarmester és a kamarásmester tiszte. 1765-ben a magyar nemes testőrség kapitánya is hozzá sorolódott.
A 17. századtól a kifejezés jobbára már csak azokra a világi vagy egyházi vezetőkre vonatkozott, akik az ország valamely főméltóságát vagy udvari főtisztségét töltötték be. A zászlósurak tagjai voltak a rendi országgyűlés felsőtáblájának, illetve 1867 után a főrendiháznak.